# الانتخابات الرئاسية الكرواتية 2019–20
ستجرى الانتخابات الرئاسية في كرواتيا في 22 ديسمبر كانون الأول 2019. إذا لم يحصل أي مرشح على أغلبية الأصوات المدلى بها (بما في ذلك بطاقات الاقتراع الفارغة وغير الصالحة) ، فستجرى جولة ثانية في 5 كانون الثاني (يناير) 2020 بين المرشحين اللذين يتمتعان بأكبر عدد من الأصوات في الجولة الأولى. وستكون هذه الانتخابات الرئاسية السابعة منذ أول انتخابات مباشرة أجريت عام 1992.
اتخذت الحكومة الكرواتية قرار الدعوة للانتخاب خلال جلستها المنعقدة في 14 نوفمبر تشرين الثاني 2019. طُلب من المرشحين المحتملين جمع ما لا يقل عن 10000 توقيع من المواطنين الكرواتيين الذين بلغوا سن 18 عامًا حتى يصبح ترشيحهم رسميًا ولاسمهم في الاقتراع. تم تخصيص إطار زمني مدته 12 يومًا لإنجاز هذا، وبالتالي كان أمامهم حتى منتصف الليل بالتوقيت المحلي في 3 ديسمبر 2019 لتقديم توقيعاتهم إلى لجنة الانتخابات الحكومية. قدم ما مجموعه اثني عشر مرشحًا التوقيعات بحلول الموعد النهائي، ثم شرعت اللجنة في التحقق من التوقيعات في غضون 48 ساعة التالية، حيث قدمت قائمة نهائية بأحد عشر مرشحًا معتمدًا في 5 ديسمبر كانون الأول 2019.

## خلفية
تولت الرئيسة الحالية لكرواتيا، كوليندا غرابار كيتاروفيتش، مهامها في 19 فبراير شباط 2015 ومن المقرر أن تنتهي ولايتها في 18 فبراير شباط 2020. إذا قضت كوليندا مدة ولايتها بالكامل حتى ذلك التاريخ، فستبدأ الفترة الرئاسية الجديدة في 19 فبراير شباط 2020 وستنتهي في 18 فبراير شباط2025 . ومع ذلك، إذا كانت ستخلي المنصب بشكل دائم قبل نهاية فترة ولايتها الحالية (بسبب الوفاة أو الاستقالة أو الإقالة من المنصب عن طريق الإقالة ) ، فإن رئيس البرلمان الكرواتي، حاليًا جوردان جاندروكوفيتش، سيتولى سلطات وواجبات الرئاسة كرئيس بالنيابة للجمهورية، في حين يجب إجراء انتخابات مبكرة في موعد لا يتجاوز 60 يومًا من تاريخ الشغور (وفقًا للمادة 97 من الدستور).
سوف يترشح الرئيس غرابار كيتاروفيتش لإعادة انتخابه لولاية ثانية مدتها خمس سنوات (والأخيرة) في هذه الانتخابات. علاوة على ذلك، فإن إيفو جوزيبوفيتش ، سلفها كرئيس، مؤهل أيضًا للترشيح لإعادة انتخابه لفترة ولاية ثانية ونهائية لأنه خسر انتخابات عام 2015 بعد أن خدم فترة ولاية واحدة فقط من عام 2010 حتى عام 2015. إذا تم هزيمة جرابار-كيتاروفيتش، فسيؤدي اليمين اليمين الدستورية كرئيس خامس لكرواتيا منذ استقلال البلاد في 25 يونيو حزيران1991.

## النظام الانتخابي

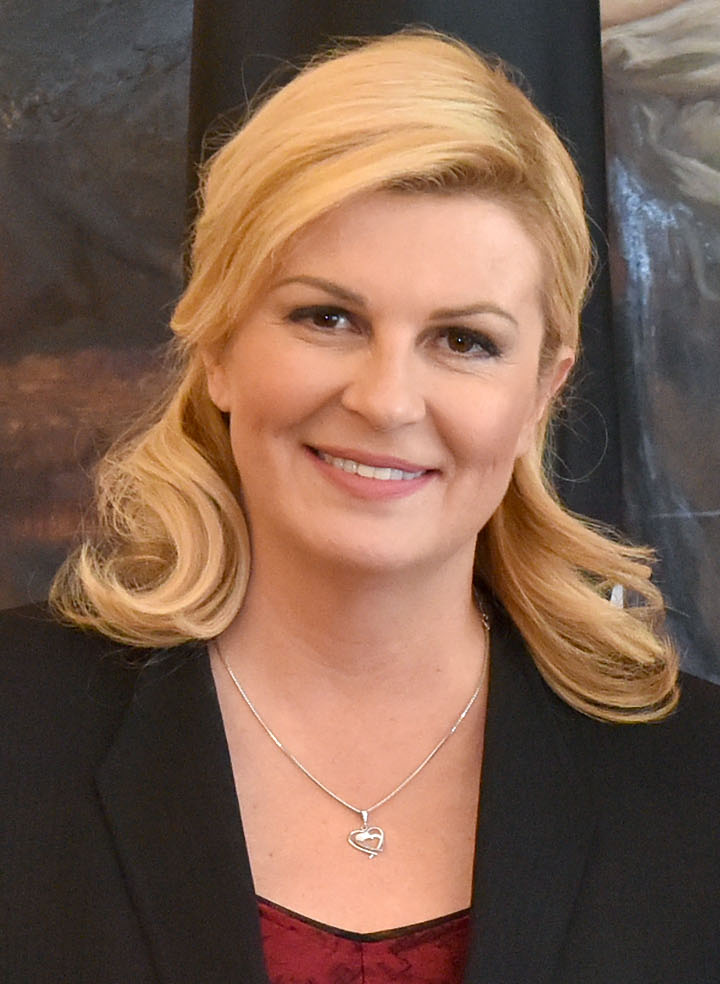
يسعى الرئيس كوليندا غرابار كيتاروفيتش إلى إعادة انتخابه لولاية ثانية. ستنتهي مدة ولايتها الحالية في 18 فبراير 2020.

يتم انتخاب رئيس كرواتيا مباشرة عن طريق الاقتراع السري لمدة 5 سنوات باستخدام نظام دائري. يشترط دستور كرواتيا إجراء انتخابات رئاسية في موعد لا يتجاوز 60 يومًا وفي موعد لا يتجاوز 30 يومًا قبل انتهاء ولاية الرئيس الحالي. يجب الفوز في الجولة الأولى بالأغلبية المطلقة (50٪ + صوت واحد) لجميع الأصوات المدلى بها (بما في ذلك بطاقات الاقتراع غير الصحيحة والفارغة). إذا لم يحصل أي مرشح على هذه الأغلبية، فسيتم عقد جولة ثانية في غضون 14 يومًا، مع مشاركة أكبر عدد من الأصوات في الجولة الأولى. المرشح الذي يحصل على أكبر عدد من الأصوات في الجولة الثانية (أغلبية الأصوات الصحيحة المدلى بها) هو الفائز. إذا تخلى أحد المرشحين الذين فازوا بعدد كبير من الأصوات للمشاركة في الجولة الثانية عن ترشيحه أو وفاته، فإن المرشح الذي حصل على أعلى عدد من الأصوات في الجولة الأولى سيحصل على حق المشاركة الجولة الثانية. علاوة على ذلك، يمكن أن يخدم الرؤساء الكروات مدة أقصاها خمس سنوات في حياتهم (ما مجموعه 10 سنوات في حالة ربح كلتا الفترتين وتمت خدمتهما بالكامل).
من أجل السماح للمرشح المحتمل قانونًا بالتنافس في الانتخابات ووضع اسمه على ورقة الاقتراع، يجب عليهم جمع ما لا يقل عن 10,000 توقيع من الناخبين المؤهلين، مع السماح لكل موقّع بالتوقيع على دعمه لإمكانية واحدة فقط مرشح. يتم تحديد الإطار الزمني لجمع العدد المذكور من التوقيعات في 12 يومًا، وبعد انتهاء هذه الفترة، يجب على المرشحين المحتملين تقديمها إلى لجنة الانتخابات الحكومية للتحقق منها.

## المرشحين

### الجولة الأولى من المرشحين
في 5 ديسمبر، نشرت لجنة الانتخابات الحكومية قائمة تضم 11 مرشحًا.

## معرض صور
